# Indoetra thisbe
Genre
Espèce
Synonymes
- Clitaetra thisbe Simon, 1903

Statut de conservation UICN

 NT  : Quasi menacé
Indoetra thisbe, unique représentant du genre Indoetra, est une espèce d'araignées aranéomorphes de la famille des Araneidae.

## Distribution
Cette espèce est endémique du Sri Lanka.

## Description
La femelle holotype mesure 3,5 mm.
La femelle décrite par Kuntner en 2006 mesure 3,5 mm.
Le mâle décrit par Dimitrov, Benjamin et Hormiga en 2009 mesure 2,57 mm.

## Systématique et taxinomie
Cette espèce a été décrite sous le protonyme Clitaetra thisbe par Simon en 1903. Elle est placée dans le genre Indoetra par Kuntner et al. en 2019.
Ce genre a été décrit par Kuntner, 2006 comme un sous-genre de Clitaetra. Il est élevé au rang de genre par Kuntner et al. en 2019. Il est placé dans les Nephilidae par Kuntner et al. en 2023 puis dans les Araneidae par Hormiga et al. en 2023.

## Publications originales
- Simon, 1903 : « Descriptions d'arachnides nouveaux. » Annales de la Société Entomologique de Belgique, vol. 47, p. 21-39 (texte intégral).
- Kuntner, 2006 : « Phylogenetic systematics of the Gondwanan nephilid spider lineage Clitaetrinae (Araneae, Nephilidae). » Zoologica Scripta, vol. 35, p. 19-62 (texte intégral).